# Курмаз Онисим Антонович
Онисим Антонович Курмаз (15 лютого 1897, селище Ярова Студенецької волості Ізюмського повіту Харківської губернії, тепер Донецької області — 20 лютого 1982, місто Сокаль, тепер Червоноградського району Львівської області) — український радянський діяч, головний інженер будівництва шахт. Герой Соціалістичної Праці (28.08.1948).

## Біографія
Трудову діяльність розпочав у 1911 році розсильним шахтної контори. Потім працював відкатником, прохідником, кріпильником на шахти Донбасу.
Закінчив Ленінградську штейгерську школу та в 1929 році — Вищі інженерні курси при Донецькому гірничому інституті, гірничий інженер.
Працював завідувачем вентиляції, пізніше очолив шахту на Донбасі. У 1941 році евакуйований на Урал, в місто Копейськ, де був призначений головним інженером дрібних шахт тресту «Челябінськшахтбуд».
У 1942 році відряджений у трест «Кизелшахтбуд», де працював помічником головного інженера шахти № 24/38 у селищі Коспаш Молотовської області (тепер Пермського краю). Потім працював головним інженером будівництва шахти № 33 «Капітальна» тресту «Кизелшахтобуд» Міністерства будівництва паливних підприємств СРСР у Молотовській області.
Указом Президії Верховної Ради СРСР від 28 серпня 1948 року за видатні успіхи у справі збільшення видобутку вугілля, відновлення та будівництва вугільних шахт та впровадження передових методів роботи, що забезпечують значне зростання продуктивності праці Курмазу Онисиму Антоновичу присвоєно звання Героя Соціалістичної Праці із врученням ордена Леніна та золотої медалі «Серп і Молот».
У 1949 році переїхав з Молотовської області на роботу до Львівсько-Волинського вугільного басейну, де розпочиналося велике шахтне будівництво. Керував будівництвом шахти № 1 в Нововолинську. Працював начальником проєктної контори в місті Сокалі Львівської області.
Помер 20 лютого 1982 року.

## Нагороди
- Герой Соціалістичної Праці (28.08.1948)
- два ордени Леніна (28.08.1948, 4.09.1948)
- орден Трудового Червоного Прапора (28.10.1949)
- медалі